# الدولة الكاركوتية
الدولة الكركوتية أو سلالة كاركوتا (حكمت بين 625 - 855 م) على مناطق وادي كشمير وبعض الأجزاء الشمالية من شبه القارة الهندية خلال القرنين السابع والثامن، شهد حكمهم فترة من التوسع السياسي والازدهار الاقتصادي وظهور كشمير كمركز للثقافة والعلم.  
قام حكام كاركوتا ببناء عدة مزارات لفيشنو في مناطق سيطرتهم. لكنهم سمحوا أيضاً للبوذية بالازدهار في ظلهم. يمكن العثور على ستوبا وشايتيا وفيهارا في أنقاض عاصمتهم.

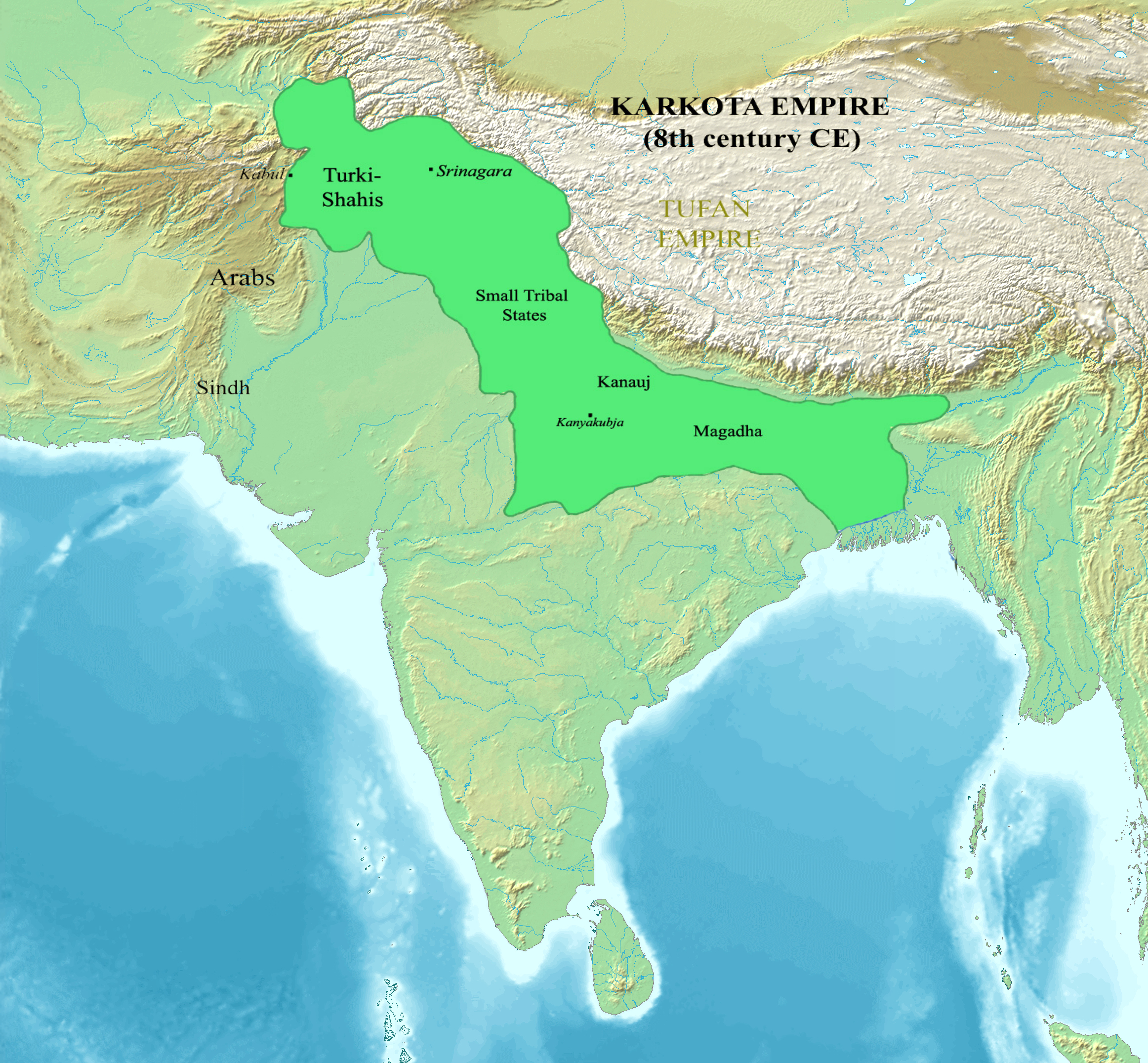

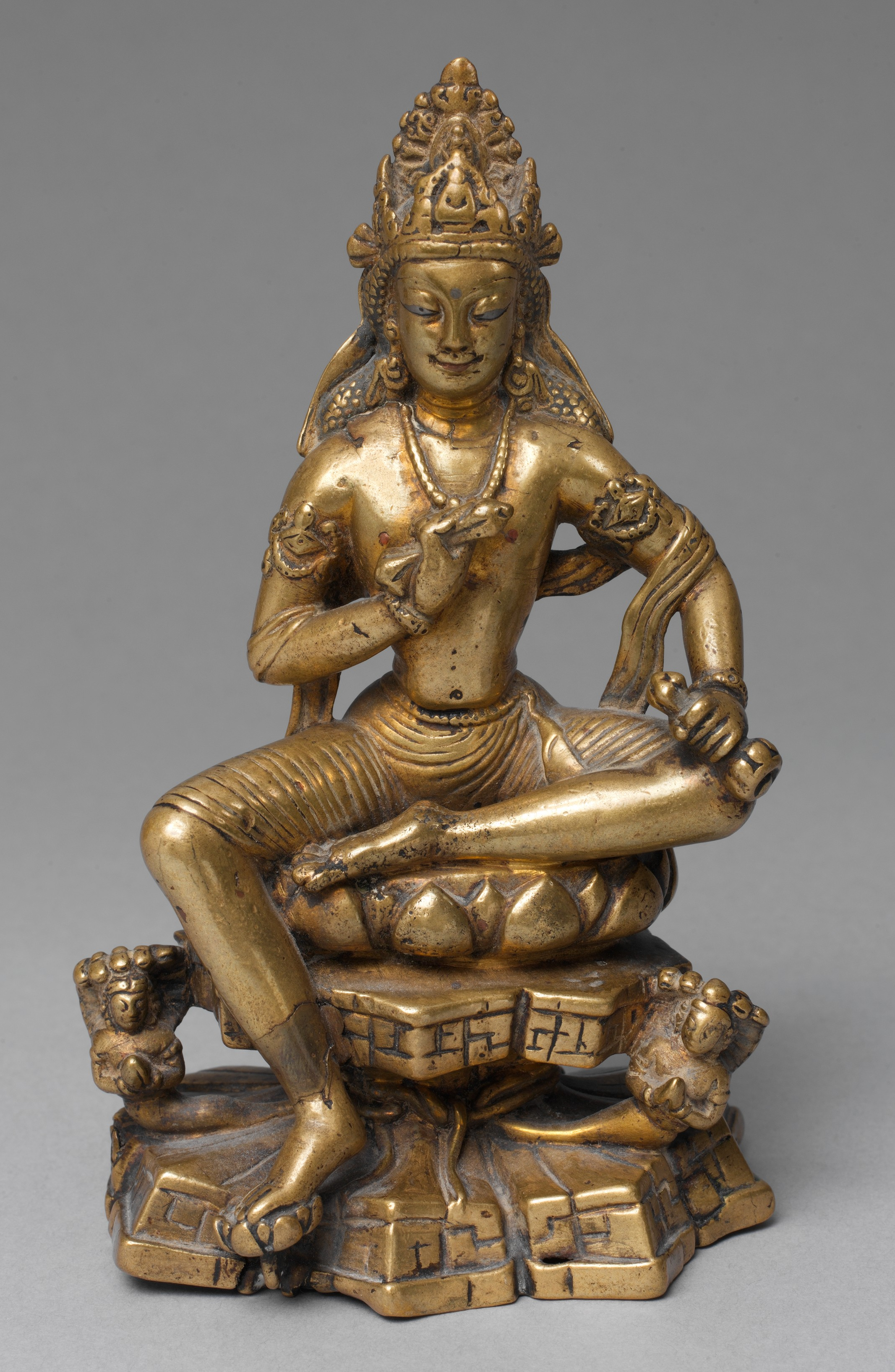
تمثال بوداسف البوذي، جامو وكشمير، القرن الثامن.

## اقتصاد
تم استخدام العملات المعدنية وكذلك ودع من قذائف البقر كعملة، كما قامت الدولة بجمع مجموعة متنوعة من الضرائب مثل الرسوم الجمركية، ورسوم الدعارة، وضريبة السوق وما إلى ذلك وكان الفساد متفشياً.

## قائمة الحكام
| SN                                   | مسطرة                                | عهد (م) |
| ------------------------------------ | ------------------------------------ | ------- |
| 1                                    | دورلابهافاردانا                      | 625-662 |
| 2                                    | دورلابهاكا أو براتيباديتيا           | 662-712 |
| 3                                    | شاندرابيدا أو فارناديتيا             | 712-720 |
| 4                                    | تارابيدا أو أودياديتيا               | 720-724 |
| 5                                    | لاليتاديتيا موكتابيدا                | 724-760 |
| 6                                    | كوفالياديتيا                         | 760-761 |
| 7                                    | فاجراديتيا أو بابيايكا أو لاليتابيدا | 761-768 |
| 8                                    | بريثيفيابيدا آي                      | 768-772 |
| 9                                    | سانجرامابيدا                         | 772-779 |
| 10                                   | جايابيدا                             | 779-813 |
| 11                                   | لاليتابيدا                           | 813-825 |
| 12                                   | سانجرامابيدا الثاني                  | 825-832 |
| 13                                   | تشيبياتا جايابيدا                    | 832-885 |
| حكام عملاء آخرون في عهد أسرة أوتبالا |                                      |         |
| 14                                   | أجيتابيدا                            | ~       |
| 15                                   | أنانجابيدا                           | ~       |
| 16                                   | أوبالابيدا                           | ~       |
| 17                                   | سوخافارما                            | ~       |